# Yehuda Yannay

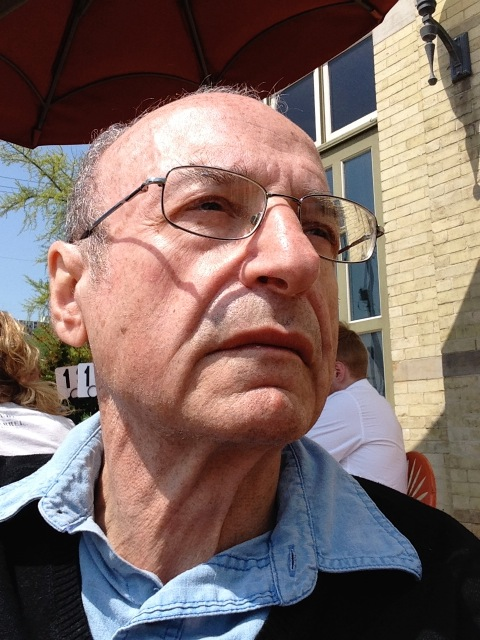
Yehuda Yannay

Yehuda Yannay (* 26. Mai 1937 in Timișoara; † Dezember 2023) war ein israelischer Komponist.
Yannay kam mit seinen Eltern 1951 nach Israel. Er studierte von 1960 bis 1964 an der Musikakademie von Tel Aviv bei Mordecai Seter und Alexander Uriah Boscovich, dann bis 1966 an der Brandeis University in Waltham/Massachusetts bei Harold Shapero und Ernst Krenek und zwischen 1968 und 1970 an der University of Illinois at Urbana-Champaign. Seitdem unterrichtete er an der University of Wisconsin–Milwaukee.
1971 gründete er die Konzertreihe Music From Almost Yesterday, in der er klassische Kompositionen des 20. Jahrhunderts zur Aufführung brachte. Er komponierte Bühnenwerke, Film- und Videomusiken und Stücke in kammermusikalischer Besetzung.

## Werke
- Cheleth für Chor und elektronische Apparatur
- Theaterstück für fünf Teilnehmer, Aluminiumbleche und Yannachord
- Sphären für Sopran, Flöte, Klarinette, Bassklarinette, Harfe, präpariertes Klavier und Schlaginstrumente *Beschwörungen für mittlere Stimme und Klavier
- Photomontage für Tonband und Elektronische Musik
- Seven Late Spring Pieces für Klavier
- Trio für Klarinette, Cello und Klavier
- Duo für Flöte und Cello
- Nine Branches of the Olive Tree
- In Madness There Is Order
- In Between Us (mit Jon Welstead)
- Five Pieces for Three Players für Sopransaxophon, Klarinette und Marimba
- The Hidden Melody für Horn und Cello
- Im Silberwald für Posaune, Glasharmonika und Tonband
- At the End of the Parade, sechs Lieder für Bariton und Kammerensemble nach Texten von William Carlos Williams